# معبد سیک‌ها، تهران
معبد سیک‌ها در تهران یا مسجد هندان نیایشگاه پیروان آیین سیک یا به زبان پنجابی گردواره در پایتخت ایران است که در سال ۱۹۶۴ طراحی و در سال ۱۹۶۵ در محدوده خیابان صفی‌علی‌شاهی، نزدیک میدان بهارستان تهران اجرا و جهت بهره‌برداری افتتاح گردید.
آرشیتکت این بنا حسین مظفری ترشیزی است که او را در ایران با ترجمه کتاب مرجع معماری نویفرت (Neufert) می‌شناسند.
سازه این ساختمان فلزی است و دارای نمای خاکستری رنگ می‌باشد. این بنا دارای دو طبقه است که در طبقه اول سالن نیایشگاه واقع شده‌است. اقامتگاه رهبر روحانی این معبد نیز در کنار نیایشگاه قرار دارد.

## گزارش بابی گاش
به نقل از وب سایت کوارتزبابی گاش خبرنگار کهنه‌کار و مدیر اجرایی کنونی سایت اقتصادی کوارتز، تجربیات خود در سفر به ایران را در اختیار خوانندگان قرار داده‌است. بابی گاش که اصالتی هندی دارد؛ اما ساکن نیویورک است از اینکه اقلیت دینی «سیک‌ها» نیز در تهران معبد ویژه خود را در اختیار دارند و به راحتی قادر به اجرای مراسم مذهبی هستند، ابراز شگفتی و البته خوشحالی کرد. وی در این باره نوشت:
پیش از این اخباری درخصوص تضعیف حقوق اقلیت‌های مذهبی در ایران شنیده بودم؛ اما سفرم به این کشور اسلامی موجب شد شخصاً دروغ بودن این اخبار منفی شوم. ادیانی مانند مسیحیت، زرتشتی، کلیمی در ایران دارای نماینده مجلس و عبادتگاه‌های مخصوص به خود هستند؛ اما دیدن معبد سیک‌های هند در تهران به واقع من را شگفت‌زده کرد. یک هفته زمان برد تا بتوانم این معبد را در یکی از خیابان‌های بن‌بست تهران پیدا کنم. هرچند ظاهر ساختمان امروز بود؛ وقتی وارد معبد شدم، فضای داخلی دقیقاً شبیه به همان است که در معابد هر شهری از هند می‌توانید مشاهده کنید. فقط قالی‌های زیبای ایرانی بود که به یاد من آورد در هندوستان نیستم و اینجا ایران است. پیش از این نیز در گوشه و کنار جهان معابد زیادی از سیک‌ها دیده بودم، در هلسینکی فنلاند نیز یک نمونه وجود داشت؛ اما انتظار نداشتم معبد سیک‌ها را در پایتخت یک کشور اسلامی بیابم. بارها در گزارش‌های دفتر حقوق بشر سازمان ملل خوانده بودم که ایران نسبت به حقوق اقلیت‌های مذهبی بی‌توجه است؛ اما شخصاً هیچ مورد تضعیف حقوق اقلیت‌ها را در این کشور ندیدم. جمعیت سیک‌ها در ایران بسیار انگشت‌شمار است؛ اما معبد خود را در اختیار دارند و مراسم مذهبی را بدون کم و کاست برپا می‌کنند. ایران در زمینه تضعیف حقوق اقلیت‌های مذهبی با عربستان در یک سطح قرار گرفته‌است؛ اما اگر وجب به وجب عربستان را بگردید امکان ندارد معبد پرطرفدارترین مذهب هندوستان را در آن بیابید. به عقیده من این مقایسه ناعادلانه است.